# 爵士乐歌星
《爵士乐歌星》（英語：The Jazz Singer），又称《爵士歌王》、《爵士歌伶》、《歌場孝子》、《爵士歌手》，是一部1927年拍摄上映的美国歌舞電影。它是第一部全片使用聲画同步的电影，它标志着商业性有声电影的出现和无声电影的结束。它由华纳兄弟出版，使用维塔电话公司唱片技术。它是根据山姆森·雷佛森写的一本剧本改编的。
电影开始时年轻的杰基·拉宾诺维茨不顾他虔诚的犹太家庭的传统在啤酒店里唱流行歌曲。他的父亲是一名犹太教堂内的领唱，他惩罚杰基，杰基因此离家出走。数年后他改名为杰克·罗宾，成为一名杰出的爵士乐歌星。他打算为自己建造一个歌手的生涯，但是他的职业愿望最后与他家庭的要求和传统发生抵触。

## 情节
犹太教堂领班拉宾诺维茨希望他的儿子继承世代相传的家庭传统成为一名纽约犹太隔都里的犹太教堂领班。但是13岁的杰基·拉宾诺维茨喜欢艺人生活。在穆勒的啤酒店里年轻的杰基唱当时的流行歌曲，即爵士乐。
“强硬正宗”的犹太人莫伊沙·尤德尔森看到了杰基唱歌。他告诉杰基的父亲。杰基的父亲冲到啤酒店，把孩子强行从舞台上拉下来拖到家里。杰基求他的母亲萨拉，但是他父亲说：“我要教他不要再滥用把上帝赋予他的嗓音！”杰基威胁道：“假如你再抽打我的话，我就出走——再也不回来！”被抽打后杰基吻了他的母亲，真的出走了。
在贖罪日的神事时拉宾诺维茨悲哀地对另一名犹太人说：“本来今晚我儿子应该站在我身边唱——但是现在我没有儿子了。”在唱《彻底效忠誓约》时杰基潜行回家带走了一张他热爱的母亲的照片。
约十年后杰基已经改名为更美国化的杰克·罗宾。在一个卡巴萊里他上台演出。他唱《脏脸，脏手》一支关于新生儿的父母的喜乐的歌。观众热烈鼓掌。杰克对观众说出了电影历史上第一句录音传放的對話：
|  | 等等，等等，你还什么也没听到呢。等一等我告诉你们，你们还什么也没听到呢。你们想听《》吗？好。稍等。稍等。[转向乐队钢琴手]罗，听着。弹《》，三次，明白了？第三次里我吹口哨。好加足马力。开始。 |

杰克用他生动的表演，包括一段很引人的口哨表演，感染了观众。此后杰克结识了玛丽·戴尔，一名音乐剧舞蹈家。“世界上有不少爵士乐歌手，但是你的嗓音中有泪水，”她说道，并表示愿意帮助杰克发展他的生涯。
在他出走的老家里老拉宾诺维茨在教一名学生传统的领班唱法。杰克明显年老的母亲收到了一封信。尤德尔松读给她听：

亲爱的妈妈：我非常好，每周赚250美元。一个非常好的女孩儿，玛丽·戴尔，给了我这个好机会。写信给我到芝加哥州立剧院。上次你忘了写给了杰基·拉宾诺维茨。我现在的名字是杰克·拉宾。爱你的杰基。

他母亲奇怪他是否与这个“异教徒”产生感情，这将意味着他又一步远离他的宗教根源。萨拉给她丈夫看这封信时他父亲非常生气地说：“我们没有儿子！”萨拉恸哭。
恰好此时杰克和玛丽都在芝加哥。在玛丽的帮助下杰克获得了一个杂耍马戏团的位置因此在美国到处巡回演出。有一个星期里他们又相遇并且在同一处上场表演。但是随后他们就又要长期分离，因为玛丽获得了一个百老汇演出的主角。
在芝加哥杰克听了一个著名领班唱的圣歌音乐会。杰克辛辣地回想起他父亲。就在他要上回马戏团的火车时他听说自己赢得了百老汇剧院的一个位置，这使得他回到了玛丽和她热爱的、多年未见的母亲的身边。
在拉宾诺维茨家里，萨拉为自己的丈夫60周岁生日准备的礼物到了。这一天杰克也回来了。他母亲热情地接待了她。他给母亲送了一枚昂贵的首饰。在父亲的钢琴上他为母亲演奏和唱了欧文·伯林的《蓝天》。这是他将在百老汇演奏的曲目。随后杰克左手继续在钢琴上弹动，出现了电影历史上第一次真正的有声對話（萨拉的台词表达得不很清楚，加上她不停地咯咯笑，使用当时的技术很难听得懂她说的话）：
|  | 杰克：你喜欢吗，妈妈？ 萨拉：喜欢…… 杰克：太好了。让你欢心比让任何人欢心我都高兴。哦，亲爱的，你能给我一样东西吗？ 萨拉：什么东西？ 杰克：你永远也猜不出来。闭上眼睛，妈妈。为小杰基闭上眼睛。好，我要偷走一样东西[他吻她]。哈哈哈哈哈哈！ 萨拉：哦，杰基，哦…… 杰克：有朝一日我会把它还给你，你瞧我会不会。妈妈亲爱的，假如我的演出成功的话我们从这里搬走。 萨拉：哦，不。 杰克：哦对，我们会搬到布朗克斯去。那里有许多漂亮的绿草，和许多你认识的人。金斯贝格家、古滕贝格家和戈尔德贝格家，许多贝格家人。我不全认识他们。我还会给你买一套漂亮的丝衣服，妈妈。 萨拉：哦…… 杰克：你会看到，屠夫的妻子弗里德曼夫人会嫉妒死你。 萨拉：哦，不…… 杰克：对她会看到。你会看到她会不会。我还会给你买一套漂亮的粉色衣服，这配你棕色的眼睛。 萨拉：哦，不，杰基，不。我……我…… 杰克：你为什么说‘不’？ 萨拉：哦，不，亲爱的。 杰克：谁，谁这么对你说的？你为什么说‘不’？对，你会穿粉色的或者别的颜色的衣服。或者你会穿粉色的。哼哼哼哼。亲爱的，哦，我会带你去康尼島。 萨拉：真的？ 杰克：真的，你会坐滑水船。 萨拉：哦霍…… 杰克：你知道黑磨房。 萨拉：什么？ 杰克：你去过黑磨房吗？ 萨拉：哦，不，我不会去。 杰克：不要紧，跟我一起去就不会出事了。我会吻你和抱你——你会看我会不会。妈妈，妈妈，等一等，你变得这么爱打闹了。妈妈，听，我会像我上舞台一样唱这支歌，你知道，像在剧里一样。我会用爵士乐方法唱她。听。 |

方才杰克是以比较平常的方法唱的，现在他向母亲显示他打算在百老汇上强烈的表演方法。在歌的中间他停下来来表演他华丽的钢琴风格。
|  | 你喜欢这样的艺术吗？ |

杰克的父亲进门，看杰克表演了一会儿。他被惊呆了，然后喊出电影中最后一句录音说出来的话：
|  | 停止！ |

杰克试图解释他的现代观点，但是被震惊了的领班对他说：“我再也不想见到你，你爵士乐歌星！”杰克在离开的时候预言说：“我满心热爱来到家，但是你不想理解。但是有朝一日你会像妈妈一样理解的。”萨拉怕杰克再也不会回来了：“我回来一次，爸爸，但是，他再也不会回来了。”领班丧气地坐下。

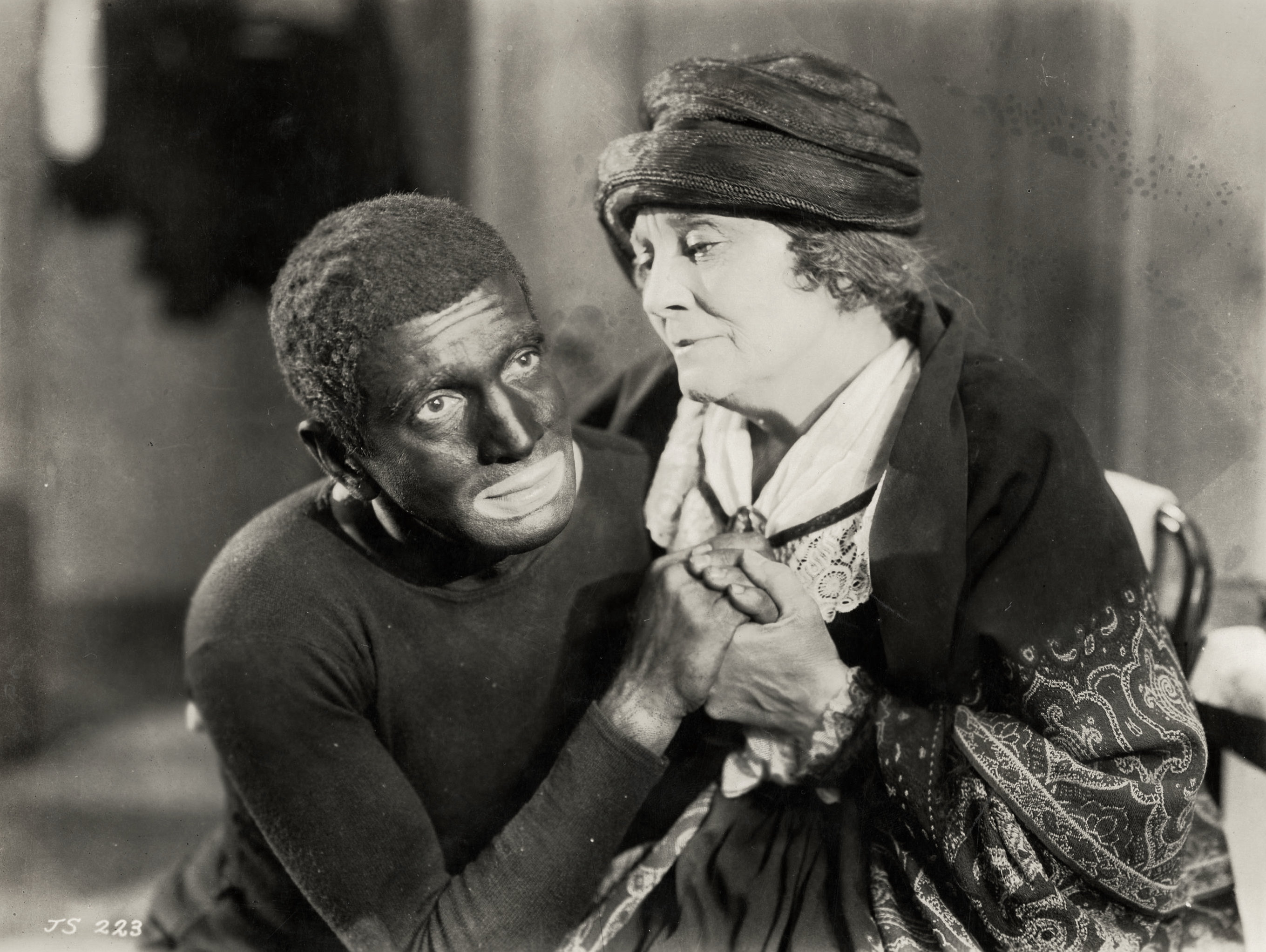
Jack與他的母親（Eugenie Besserer飾演）

杰克被赶出家门两星期后，在《四月愚人节》（April Follies）在百老汇上演24小时前杰克的父亲突然得了重病。杰克必须选择参加表演还是履行家庭和信仰的责任：取代他父亲在次日晚上赎罪日的神事上代替父亲唱《彻底效忠誓约》，但是假如他去参加神事的话他就赶不上首演了。
彩排是在次日一点钟。别人通知杰克“全装出场！”当天晚上是赎罪日前夕。尤德尔森对犹太长老说：“这是第一次我们没有领班。”拉宾诺维茨趟在病床上用品告诉萨拉他无法在最神圣的节日上歌唱：“我梦见我儿子来看我，他唱《彻底效忠誓约》唱得这么美。假如他今晚能那样唱的话他肯定会被原谅的。”
杰克在准备彩排把自己的脸抹黑的时候他和玛丽激烈地讨论他的未来打算和他们两人都同意的他必须抵抗的家庭压力。萨拉和尤德尔森来到杰克的换装室求他去见他父亲和替他唱歌。杰克来回无法决定。他在舞台上表演了他的演出，这是萨拉首次看到自己的儿子在台上表演。她热泪盈眶：“他属于这里，假如上帝希望他在他的房子里的话，他会让他待在这里。他不再是我的孩子了，他现在属于整个世界。”
彩排后杰克回到拉宾诺维茨家里。他跪在父亲的床边，两人互相和解：“儿子——我爱你。”尤德尔森估计他是来代替拉宾诺维茨领班在赎罪日的神事上唱歌德。萨拉鼓励他这样做来帮助父亲康复。就在这是制作人和玛丽到来了要求杰克跟他们回去参加《四月愚人节》的首演。制作人警告杰克假如他不参加当晚的首演的话他就再也不会上百老汇了。杰克犹豫不决。玛丽激他：“你说你的生涯比任何事情都优先是在撒谎吗？”杰克不肯定他能够取代他父亲：“自从我是个小孩子以来我没有再唱过《彻底效忠誓约》。”他母亲对他说：“顺着你的心决定，杰基，假如你唱但是上帝不在你的歌声中，你父亲会知道。”制作人诱惑杰克说：“你打心眼儿里是一个‘爵士乐歌星’！”
在剧院里在首演之夜观众被通知当晚没有表演。杰克代替父亲在犹太教堂里唱《彻底效忠誓约》。他父亲在附近的临终病床上听意识，说出了他最后原谅的话：“妈妈，我们又有儿子了。”父亲的灵魂在犹太教堂里出现在杰克身边。玛丽来听，她看到杰克终于统一了他灵魂上的分裂：“一名爵士乐歌星——为他的上帝歌唱。”
“演季过去了，时间治愈创伤，表演继续。”作为爵士乐歌星的杰克在冬院剧场上台，作为《后台》的主角参加首演。在电影最后一个镜头里他的母亲和尤德尔森坐在满座的剧院的第一排。黑脸的杰克为她和向整个世界唱《我的妈咪》。

## 演員
- 艾爾·喬遜 飾 Jakie Rabinowitz（Jack Robin）
- 华纳·欧兰德（英语：Warner Oland） 飾 Cantor Rabinowitz
- Eugenie Besserer 飾 Sara Rabinowitz
- 梅·麦克艾沃伊（英语：May McAvoy） 飾 Mary Dale
- Otto Lederer 飾 Moisha Yudelson
- 理查德·塔克（英语：Richard Tucker (actor)） 飾 Harry Lee
- Yossele Rosenblatt（英语：Yossele Rosenblatt） 飾 他自己
- Bobby Gordon（英语：Robert Gordon (director)） 飾 Jakie Rabinowitz（13歲）

## 制作背景
1917年山姆森·雷佛森看了一个叫《小罗宾逊·克鲁索》（Robinson Crusoe, Jr.）的音乐剧。在该剧中一个叫艾尔·乔逊的30歲歌手抹黑脸表演。雷佛森看完该表演后写了一个题名《赎罪日》的小故事。这个故事是基于乔森的生平写的。后来他把这个故事改写为音乐剧《爵士乐歌星》。1925年它的原始版本在百老匯音樂劇上演，1927年以乔治·杰塞尔扮演主角再次上演。华纳兄弟购买了该剧的电影权，但是由于华纳兄弟拒绝乔治·杰塞尔的薪水要求，因此乔治·杰塞尔不肯出演。华纳兄弟因此问埃迪·康托爾是否愿意出演，但是坎特也拒绝了。最后华纳兄弟请乔森上演，他实际上是一开始导致这部剧产生的人。

电影历史学家多纳德·克拉夫顿（Donald Crafton）称乔森是该电影最好的选择。他写道：“这位抹黑脸唱爵士乐歌曲的歌手当时正处于他知名度的顶峰。他就像后来的摇滚乐明星一样，乔森用他源于非裔美国人生动和性感的歌曲和手势打动了观众。”乔森接受了该角色，并成为该电影最主要的经济资助人。

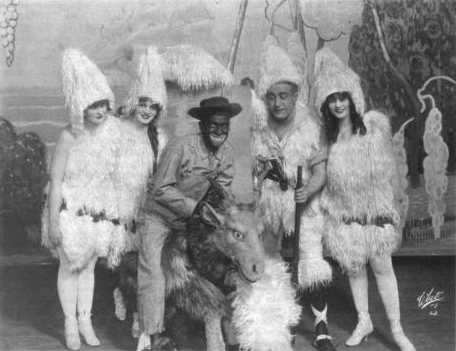
抹黑脸的艾尔·乔逊在《小罗宾逊·克鲁索》中表演，其演出啟發了音乐剧，後來再變成電影《爵士歌手》

在《爵士乐歌星》前也已经有有声电影了，但是其對話都非常短。大衛·格里菲斯1921年拍的《梦幻街》在纽约上演，里面有一段唱歌的段子，以及人群的噪声。电影前还有一段声音，包括格里菲斯对观众的演讲，但是电影内没有對話部分。类似的，第一部华纳兄弟使用维塔唱片技术的电影《唐璜》（1926年）以及数部次年拍摄的电影都只有音乐和声响。《爵士乐歌星》包括音乐、声响外还有唱歌和一些同步的對話：两段非常普及的歌曲是由后来成为爵士乐歌星的年轻的杰基·拉宾诺维茨（Jakie Rabinowitz）唱的。他的父亲，犹太教堂的领唱唱了虔诚的《彻底效忠誓约》（Kol Nidre）。著名领唱扮演自己唱了另一段宗教歌曲《Kaddish》。乔森版权的成年杰克·拉宾唱了六段歌曲，五段普及的爵士乐歌曲和一支《彻底效忠誓约》。录音是在英国出生的乔治·格罗夫斯完成的，他也为《唐璜》录音了。
乔森的第一支歌是电影开始后约15分钟开始的《脏手，脏脸》（Dirty Hands, Dirty Face）。这首歌后是第一段同步的對話，由杰克向观众和为他伴奏的钢琴家说的，这是电影开始后17:25开始的。杰克说的第一句话是：“等等，等等，你还什么也没听到呢”。这也是乔森常在台上说的。在1926年的短片《农庄一幕》中他说过类似的台词。这句台词是一个对他1919年录的唱片《你还什么也没听到》（You Ain't Heard Nothin' Yet）的暗示和幽默。在后来的一个场景中杰克对他母亲说了类似的话，然后他父亲进来，说了算一句非常武断的话。这部电影一共约包含近两分钟的對話，大多数这些對話是即兴产生的。其他對話则是通过当时标准的无声电影字幕表示的。但是当时这些歌曲，對話和乔森本人的魅力在当时的观众中产生了非常深刻的印象。
该电影的制作共花费了42.2万美元，对于华纳兄弟来说相当大一笔钱。不过这并非是当时该电影厂的纪录。此前約翰·巴里摩拍的两部电影还要贵：使用《白鯨記》的内容拍摄的无声电影《海兽》（1926年）的成本为50.3万美元，而《唐璜》的成本为54.6万美元。

## 批评和影响
《爵士乐歌星》于1927年10月6日首次公映，其成功向好莱坞和全世界展示了有声电影的潜力。《纽约时报》评论家莫当特·霍尔（Mordaunt Hall）称：

自从一年多前维塔唱片技术出现以来电影院中从来没有听到过这样的掌声……维塔唱片的歌声和對話引入得非常巧妙。这本身就是大胆的一步，因为维塔唱片的歌声使得成品大大地生动起来了。對話没有这样的效果，因为它不总是能够表达出對話的细节和声音的作用，因此观众无法忽略后面的机械部分。

后来有人回忆说“乔森......唱或者说那句不朽的台词‘你还什么也没听到呢’时观众跳起来称好。”由于当时有声电影院还处于开始阶段，因此在大多数大城市外的电影院里这部电影在一开始的几个月里以无声电影上映。一直到次年春这部电影才在全美国以有声版公映。
评论家的反应总的来说是赞扬。《综艺》称它为“无疑维塔唱片技术放上屏幕最好的成就……有许多力量和魅力”在犹太媒体和非裔美国人报纸如、《纽约阿姆斯特丹新闻》和《匹兹堡邮报》获得好评。《洛杉磯時報》的标题有些差异：“《爵士乐歌星》红热，感谢维塔唱片技术和艾尔·乔森，电影本身二流”。
虽然该电影的确很成功，但是多纳德·克拉夫顿阐明这部电影后来获得的好莱坞至今为止最成功的电影之一的声誉是过度夸张了。这部电影的确很成功，但这个成功并非意外的。在它一开始公映的大城市里它很可观的盈利主要来源于在美国大小都市地区长时间的放映。但是克拉夫顿说《爵士乐歌星》与当时“其它著名电影，甚至一些其它维塔唱片技术有声电影相比只不过有二流或者三流的吸引力”是不正确的。事实上该电影是当时华纳兄弟历史中盈利最高的电影。一年后它才被《歌唱傻瓜》赶过。在所有1927年发行的好莱坞电影中《爵士乐歌星》可能是卖座最高的三部电影之一。
电影成功的原因之一在于华纳兄弟推销经历山姆·莫理斯（的创新市场策略。卡拉夫顿写道：

华纳兄弟的维塔电影放映合同的一个特点是它实际上保证该电影被长期放映。电影院必须数星期地租借《爵士乐歌星》，而不是分散的。不像传统的承包租借费华纳兄弟提取门票的一定百分比。也就是说电影院放映的时间越长，其收入也越高。纽约福克斯连锁影院签署这个条约被看作是一个上头条消息的新闻。

很快美国电影工业的高卖座率电影全部开始使用这种从卖座门票里抽头的合同了。
虽然回顾历史《爵士乐歌星》标志着无声电影时代的结束，但是当时这并不如此明确。比如莫当特·霍尔赞扬华纳兄弟“精明地认识到《爵士乐歌星》的布局是少有的要求它自己使用维塔技术的题目之一。”历史学家理查德·科斯扎斯基说：“无声电影不是隔夜消失的，有声电影业不是立刻就充斥电影院的……虽然如此1927年依然是华纳兄弟逼近关闭无声电影历史这本书的一年，即使他们原来的目标比这要小多了。”克拉夫顿指出1928年1月是美国有声电影的真正转折点：两个月后华纳兄弟公布《爵士乐歌星》在235个影院达到纪录（不过大多数这些影院放映的是无声版本）。5月一个由为首的好莱坞公司组成的集团与美国西电签署了声音转换技术的合同。7月华纳兄弟发行了完全有声电影《纽约之光》，一部音乐侦探剧。一年后好莱坞几乎只拍摄有声电影了。乔森与华纳兄弟拍摄了一系列电影。

## 遗产
《爵士乐歌星》曾經被重拍过三次。1952年重拍版，由丹尼·托马斯和佩姬·李主演；1959年電視劇，傑利·路易斯主演；1980年重拍版，主演是尼爾·戴門、Lucie Arnaz及羅蘭士·奧利花。本片於Lux Radio Theater被改編成兩次的一小時廣播劇，艾爾·喬遜重複他在電影中的角色。第一次於1936年8月10日廣播，第二次則於1947年6月2日。
在流行文化中有许多地方提到《爵士乐歌星》，其中最著名的可能性有1952年米高梅公司拍的歌舞剧《萬花嬉春》。电影讲1927年时一个无声电影公司试图转化到有声电影来响应《爵士乐歌星》的成功。《辛普森一家》1991年有一集里"Like Father, Like Clown"，讲述一个类似《爵士乐歌星》的故事。一名小丑的拉比父亲对他想当戏剧家的儿子说：“假如你想成为音乐家或者爵士乐歌星的话我可以原谅你。”
电影史学家克里姆·加巴德（Krin Gabbard）认为《爵士乐歌星》为后来的爵士乐和歌舞电影如《班尼·顾德曼传》和《葛倫米勒傳》提供了台词。“假如这个理由说明1959年后对话必须是流行摇滚乐歌手说的，那么它只证明了原来1927年电影的力量，它决定了好莱坞如何来讲述流行音乐家的故事。”重要的还有“不论他们叫什么名字，似乎1927年的《爵士乐歌星》成为了美国成功故事的代表。”
1996年國家影片登記部将《爵士乐歌星》选入“文化、历史和艺术性重要”的电影之一。1998年美国电影学会把它选为最佳电影之一，排列在第90名。2007年发表了一个有三张盘组成的豪华版，其中包括乔森1926年拍的短片《农庄一幕》。

## 分析
大多数关于《爵士乐歌星》的分析集中在杰克·罗宾在百老汇舞台上使用的黑脸表演。学者科林·维利斯（Corin Willis）这样描写其不寻常和关键的角色：

与早期有声电影中始终不断出现的种族歧视的笑话和暗示完全相反的是在《爵士乐歌星》里黑脸艺术是电影的中心话题。它是对美国自我认识中的双重性和种族混合性的艺术和表现的探查。在我看到过的从1927年至53年的早期有声电影中出现黑脸艺术的70部电影中（包括九部乔森此后拍的电影）《爵士乐歌星》是独一无二的，它是唯一一部将黑脸艺术当做故事发展和题材表现的中心的电影。

电影中黑脸艺术的功能和意义与杰克本人的犹太血统和他想要在美国大众文化中留下自己的足印的愿望是不可分割的，这与犹太血统的乔森和华纳兄弟的愿望一样。杰克·罗宾“代表着传统和明星。华纳兄弟的论点是要真正成功，一个人必须首先认识到自己的血统，”拉蒙认为。“整个电影是围绕着装扮室里抹脸的镜头组织的。杰克·罗宾需要他的黑脸装扮作为他自己复杂的自我认识的代表。黑脸把所有这些自我认识联系到一起，但是却没有把它们冻结为一体，或者取代它们的各个组成部分。”
塞莫·斯达克的观点不这么血统。在描写乔森大量在舞台上表演的黑脸演唱时他写道：“移民的百老汇犹太歌星……在黑脸歌手传统表演时掩饰了他的犹太血统，但是强调他的白人自我。乔森的犹太口音被他的南部外表掩饰了。”他认为《爵士乐歌星》没有真正地对待美国同化和犹太自我之间的斗争。他认为该电影“传播的信息是......黑脸授予犹太移民与早先几代中进行歌唱表演仪式的欧洲移民相同的权利和特权。”
利莎·西尔伯曼·布莱恩纳反对这个观点。她回溯到山姆森·雷佛森的原意：“对雷佛森来说爵士乐就是赞美歌，就是美国方式，黑脸歌手就是新的犹太领班。根据作者自己的话，这部剧不是说黑脸是犹太人变成白人的办法，而是犹太人表现出新的犹太人生活方式，现代美国犹太方式的方法。”她指出当时犹太媒体骄傲地注意到犹太演员采纳非裔美国人音乐的因素。

## 奖赏和提名

### 奖赏
- 授予制作主任达里尔·F·扎纳克奥斯卡金像特殊奖因为他“制作了杰出的有声电影《爵士乐歌星》，革命了整个工业”。

### 提名
- 奥斯卡最佳改编剧本奖——亞弗列·A·科恩（英语：Alfred A. Cohn）
- 奥斯卡最佳工程效果奖——紐根特·斯勞特（英语：Nugent Slaughter）

### 书籍
| - （1996年）《》（最早的好莱坞歌唱片），纽约，。ISBN 0-7864-2029-4 - （2003年）《》（黑脸作为宗教表述），（网上可阅读 网上 （页面存档备份，存于））。 - （1999年/1997年）《》（有声电影：美国电影转向有声的过程，1926年—1931年）。勃克利，洛杉矶，伦敦，加州大学出版社。ISBN 0-520-22128-1 - （1995年）。《》（华纳兄弟电影大全），历史电影、广播和电视，3月，（网上版 （页面存档备份，存于）） - （2005年）。《》（声音的到来）。纽约和，英国：。ISBN 0-415-96900-X - （1927年）《》（艾尔·乔森和维塔唱片），纽约时报，10月7日，网上版 （页面存档备份，存于） | - （1994年/1990年）《》（一晚娱乐），伯克利、洛杉矶和伦敦：加州大学出版社。ISBN 0-520-08535-3 - （1997年）。《》"新闻周刊，12月2日，网上版 （页面存档备份，存于） - （1998年）。《》，麻州，刊布理奇：哈佛大学出版社。ISBN 0-674-74711-9 - （1927年）《》，洛杉矶时报，10月16日 - （1999年）《》。。ISBN 0-304-36799-0 - （1998年/1989年）。《》（神奇系统）。伦敦：。ISBN 0-571-19596-2 - （2000年）。《（黑脸人）。。ISBN 0-7388-5735-1 - 《综艺》，《爵士乐歌星》，网上版 （页面存档备份，存于） - （2005年）。《》（《爵士乐歌星》的意义和价值），编辑在《》，和编辑。曼彻斯特大学出版社。ISBN 0-7190-6524-0 |